# 도살 (2009년 영화)
도살(Kinatay, The Execution Of P)은 프랑스에서 제작된 브릴란테 멘도자 감독의 2009년 범죄, 드라마, 공포 영화이다. 코코 마틴 등이 주연으로 출연하였고 페르디난드 라푸즈 등이 제작에 참여하였다.

## 출연

### 주연
- 코코 마틴
- 마리아 이사벨 로페즈
- 메르세데스 카브랄
- 줄리오 디아즈

### 조연
- 벤지 필로메노